# 無量寺 (習志野市)
無量寺（むりょうじ）は、千葉県習志野市にある真言宗豊山派の寺院。正式名は西中山無量寺。

## 詳細
不動堂と太平洋戦争の戦死者の慰霊碑がある。

## 歴史
- 1963年 - 建物に改築された。

## 側尊
- 正観音菩薩